# Elsa Beskow-plaketten

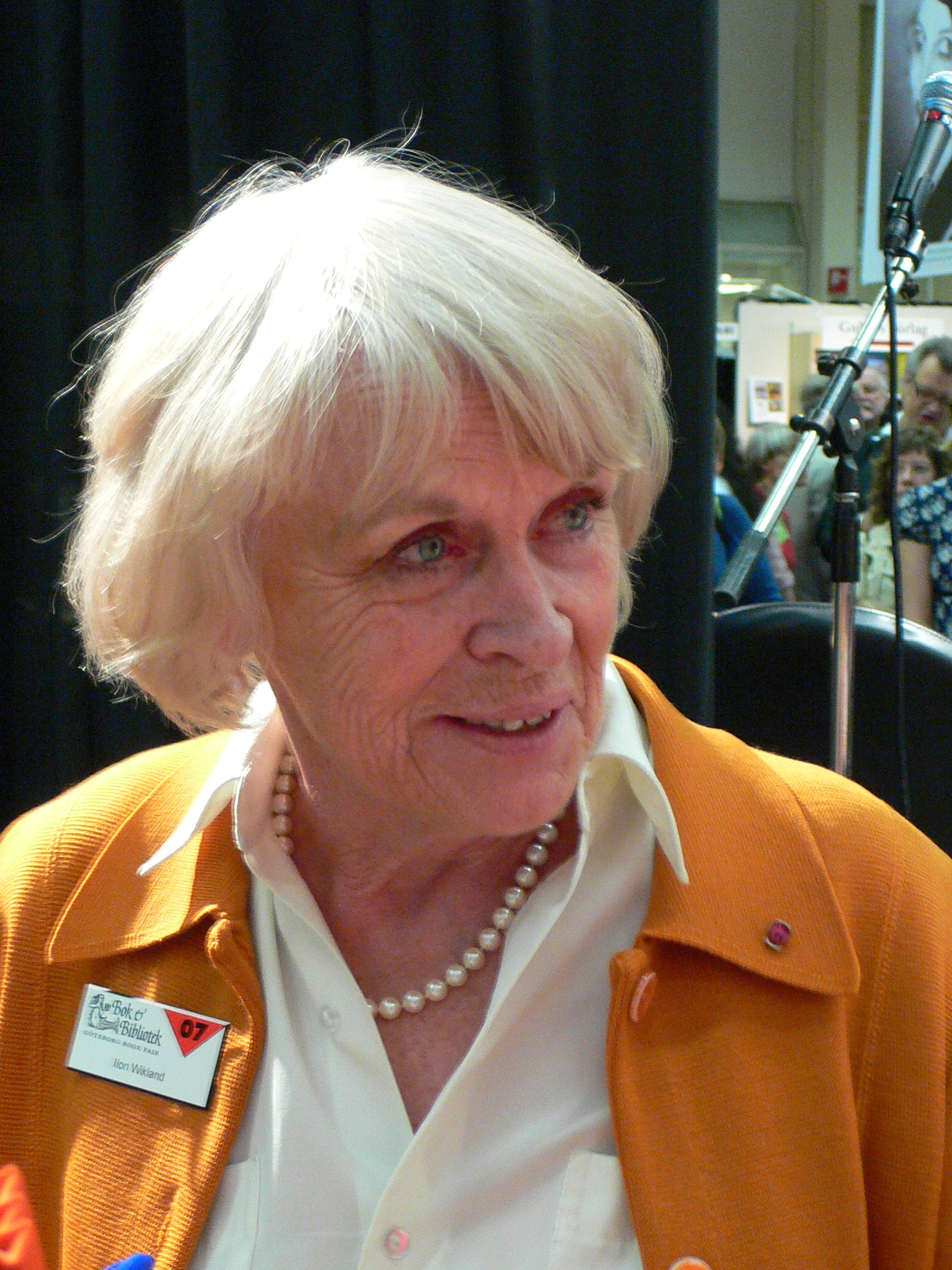
Ilon Wikland, pristagare 1969

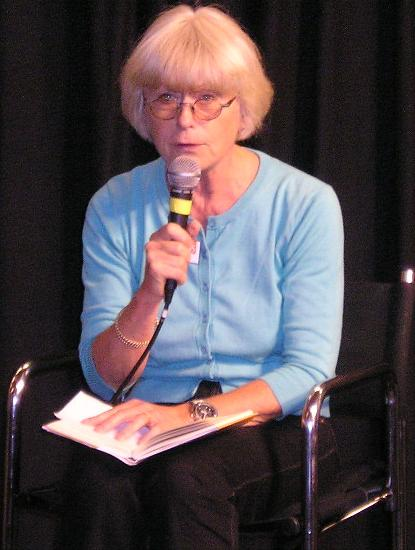
Cecilia Torudd, pristagare 1983

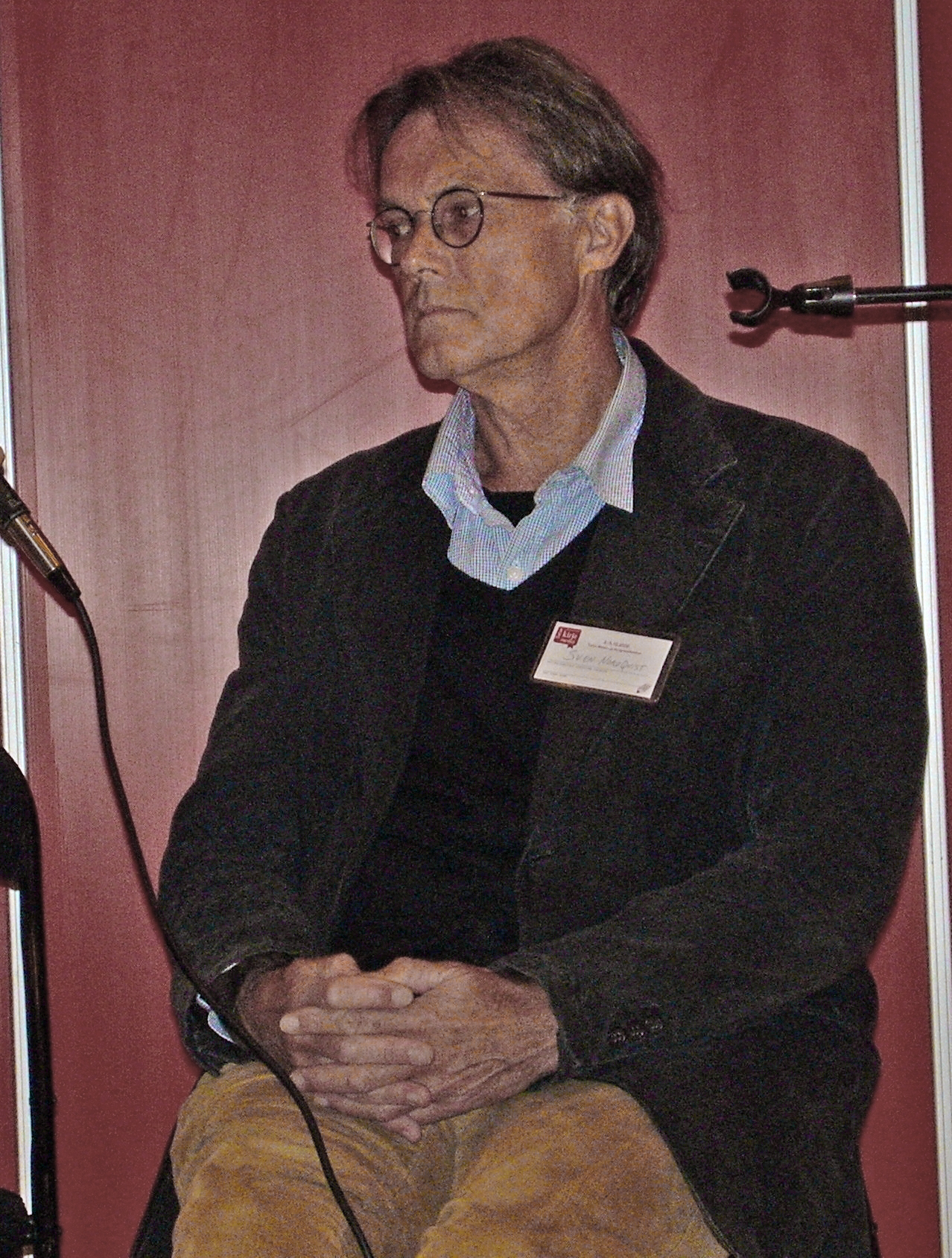
Sven Nordqvist, pristagare 1989

Elsa Beskow-plaketten, instiftat 1958 av Svensk Biblioteksförening är ett pris som delas ut till den konstnär, "som framställt föregående års bästa svenska bilderbok för barn eller den bäst illustrerade svenska barnboken". Prissumman är på 25 000 kronor (2023).

## Lista över pristagare
| År   | Pristagare                         | Bok                                         |
| ---- | ---------------------------------- | ------------------------------------------- |
| 1958 | Tove Jansson                       | Trollvinter                                 |
| 1959 | Martin Lamm                        | All världens vackra sagor                   |
| 1960 | Ulf Löfgren                        | Barnen i djungeln                           |
| 1961 | Eva Billow                         | Filippa Hallondoft                          |
| 1962 | inte utdelad                       |                                             |
| 1963 | Anna Riwkin-Brick                  | Samlad produktion                           |
| 1964 | Niels-Christian (Fibben) Hald      | Katten blåste i silverhorn                  |
| 1965 | Stig Södersten                     | Samlad produktion                           |
| 1966 | Lasse Sandberg                     | Lilla spöket Laban                          |
| 1967 | Poul Ströyer                       | Samlad produktion                           |
| 1968 | Eric Palmquist                     | Samlad produktion                           |
| 1969 | Ilon Wikland                       | Samlad produktion                           |
| 1970 | Inga Borg                          | Samlad produktion                           |
| 1971 | Björn Berg                         | Emil i Lönneberga och Teskedsgumman         |
| 1972 | Harald Gripe                       | Maria Gripes böcker                         |
| 1973 | Kaj Beckman                        | Samlad produktion                           |
| 1974 | Sven Hemmel                        | Samlad produktion                           |
| 1975 | Mats Andersson                     | Samlad produktion                           |
| 1976 | Harald Wiberg                      | Den stora snöstormen                        |
| 1977 | Jan Lööf                           | Skrot-Nisse                                 |
| 1978 | Thomas Bergman                     | Vem förstår oss                             |
| 1979 | Gunilla Bergström                  | Ramsor och tramsor om Bill och Bolla        |
| 1980 | Tord Nygren                        | Samlad produktion                           |
| 1981 | Eva Eriksson                       | Mamman och den vilda bebin                  |
| 1982 | Ann-Madeleine Gelotte              | Tyra i 10:an Odengatan                      |
| 1983 | Cecilia Torudd                     | Daghemmet Rödmyran                          |
| 1984 | Lena Anderson                      | Maja tittar på naturen                      |
| 1985 | Bengt Arne Runnerström             | Arhuaco Sierra Nevada                       |
| 1986 | Anna-Clara Tidholm                 | Samlad produktion                           |
| 1987 | Lars Klinting                      | Samlad produktion                           |
| 1988 | Anna Höglund                       | Jaguaren                                    |
| 1989 | Sven Nordqvist                     | Pettson, Findus och Nasse                   |
| 1990 | Gunna Grähs                        | Samlad produktion                           |
| 1991 | Bodil Hagbrink                     | Barnen från Tibet                           |
| 1992 | Olof Landström                     | Nisse hos frisören och Herr Bohm och sillen |
| 1993 | Pija Lindenbaum                    | Bra Börje                                   |
| 1994 | Anna Bengtsson                     | Barnvaktsbarn och Fredrik Matsson blir kär  |
| 1995 | Eva Lindström                      | Gunnar i granskogen                         |
| 1996 | Lisa Örtengren                     | Dockvandringen                              |
| 1997 | Pernilla Stalfelt                  | Hårboken                                    |
| 1998 | Mati Lepp                          | ABCD-boken                                  |
| 1999 | Jockum Nordström                   | Var är Sailor och Pekka                     |
| 2000 | Stina Wirsén                       | Rut och Knut ställer ut                     |
| 2001 | Ann Forslind                       | Samlad produktion                           |
| 2002 | Jeanette Milde                     | När jag mötte Carl Einar                    |
| 2003 | Jens Ahlbom                        | Samlad produktion                           |
| 2004 | Annika Samuelsson                  | Snurran och den osande abborren             |
| 2005 | Kristina Digman                    | Samlad produktion                           |
| 2006 | Gunilla Ingves                     | För bilderboksserien om Nalle Bruno         |
| 2007 | Charlotte Ramel                    | Samlad produktion                           |
| 2008 | Staffan Gnosspelius                | Gå och bada, Mister Räf!                    |
| 2009 | Lotta Geffenblad                   | Samlad produktion                           |
| 2010 | Inger Rydén                        | Den lilla hunden                            |
| 2011 | Lena Sjöberg                       | Tänk om...                                  |
| 2012 | Sara Lundberg                      | Vita streck                                 |
| 2013 | Emma Adbåge                        | Lenis Olle och hennes samlade produktion    |
| 2014 | Per Gustavsson                     | Skuggsidan                                  |
| 2015 | Annika Thor och Maria Jönsson      | Flickan från långt borta                    |
| 2016 | Viveka Sjögren                     | Om du skulle fråga Micha                    |
| 2017 | Emma Virke                         | Klä på Herr H.                              |
| 2018 | Lisen Adbåge                       | Samtidigt som och hennes samlade produktion |
| 2019 | Kristin Lidström                   | Kattvinden                                  |
| 2020 | Alexander Jansson                  | Tassemarker                                 |
| 2021 | Johan Egerkrans                    | för hans samlade produktion                 |
| 2022 | Jonas Tjäder och Maja Knochenhauer | Bokstavshusen                               |
| 2023 | Kerstin Elias Costa                | Fjärilshuset                                |
| 2024 | Aron Landahl                       | Alla äter alla                              |